# سيف الدين السامري
سيف الدين السامري هو أحمد بن محمد بن علي بن جعفر: أديب له شعر أجوده هجوه. أصله من سامراء ونسبته إليها. كان غنياً سرياً، انتقل إلى الشام بأمواله، فسكنها وحظي عند صاحبها الملك الناصر وامتدحه.